# 上田泰弘
上田 泰弘（うえだ やすひろ、1916年（大正5年）11月14日 - 2013年（平成25年）12月16日）は、日本の陸軍軍人及び航空自衛官、第9代航空幕僚長。

## 経歴
熊本県熊本市出身。1933年（昭和8年）、熊本中学四年修了で陸軍士官学校に入校。1937年（昭和12年）7月、陸軍士官学校を卒業、歩兵第16連隊附となり、日中戦争勃発とともに小隊長として出征。1939年（昭和14年）9月に第16連隊第3中隊長（中尉）としてノモンハン事件に従軍した。陸大に入ってから航空に転科し、1944年（昭和19年）9月に陸大を卒業、第51航空師団の編成主任参謀となるも翌1945年（昭和20年）に終戦を迎える。
終戦後は公職追放となり、親類が経営する会社に勤めたり、独立して雑貨商をはじめたりしたが上手くいかず、1951年（昭和26年）10月、警察予備隊に入隊、総隊総監部人事部人事班に配属された。1954年（昭和29年）7月に航空自衛隊発足と同時に転官。空幕人事課長を務めたのち、ナイキ帰属問題の影響を受けた人事交流で陸上自衛隊に転官し第31普通科連隊長を務めた。空自に復帰後は第3術科学校長、第3航空団司令、空幕人事教育部長、北部航空方面隊司令官、航空幕僚副長等を歴任し、1971年（昭和46年）7月1日に第9代航空幕僚長に就任した。就任直後の7月30日に全日空機雫石衝突事故が発生し、事故の処理に奔走、その全容が解ったところで引責辞任した。在任期間はわずか40日であった。辞任直後から事故の犠牲者162名の遺族を一軒ずつ訪ねて回る謝罪行脚をした。

## 年譜
- 1937年（昭和12年）
  - 7月：陸軍士官学校卒（第49期、皇族（盛厚王）を除き19番/470名）
  - 8月：任歩兵少尉、歩兵第16聯隊附
- 1939年（昭和14年）9月：歩兵第16聯隊（連隊長：宮崎繁三郎大佐）第3中隊長（中尉）としてノモンハン事件に出動。
- 1943年（昭和18年）12月：任陸軍少佐（1940年、兵科撤廃）
- 1944年（昭和19年）7月：陸軍大学校卒業（第58期、同期に第10代陸上幕僚長曲壽郎）
- 1945年（昭和20年）8月：第51航空師団参謀で終戦を迎える[4]。
- 1947年（昭和22年）11月28日：公職追放仮指定[5]
- 1951年（昭和26年）10月1日：警察予備隊入隊[6]（警察士長）
- 1953年（昭和28年）2月1日：2等保安正に任命
- 1954年（昭和29年）7月1日：航空自衛隊に転官（2等空佐）[7]
- 1958年（昭和33年）8月1日：1等空佐昇任
- 1959年（昭和34年）6月1日：航空幕僚監部人事教育部人事課補任班長
- 1960年（昭和35年）8月1日：西部航空司令所防衛部長
- 1962年（昭和37年）7月16日：航空幕僚監部人事教育部人事課長
- 1963年（昭和38年）3月16日：1等陸佐に任命、第31普通科連隊長[8]
- 1964年（昭和39年）
  - 6月1日：1等空佐に任命、中部航空方面隊司令部付[9]
  - 7月6日：空将補昇任
  - 7月16日：航空自衛隊第3術科学校長
- 1965年（昭和40年）7月16日：第3航空団司令 兼 小牧基地司令
- 1967年（昭和42年）3月16日：航空幕僚監部人事教育部長
- 1968年（昭和43年）7月1日：空将昇任
- 1969年（昭和44年）2月17日：第7代 北部航空方面隊司令官に就任
- 1970年（昭和45年）7月1日：第11代 航空幕僚副長に就任
- 1971年（昭和46年）
  - 7月1日：第9代 航空幕僚長に就任
  - 8月10日：辞職
- 1991年（平成03年）4月29日：勲三等旭日中綬章受章[10]
- 2013年（平成25年）12月16日：死去（享年97）、叙・正四位[11]

## 栄典
- 勲三等旭日中綬章 - 1991年（平成3年）4月29日